# Dorre, de bakker

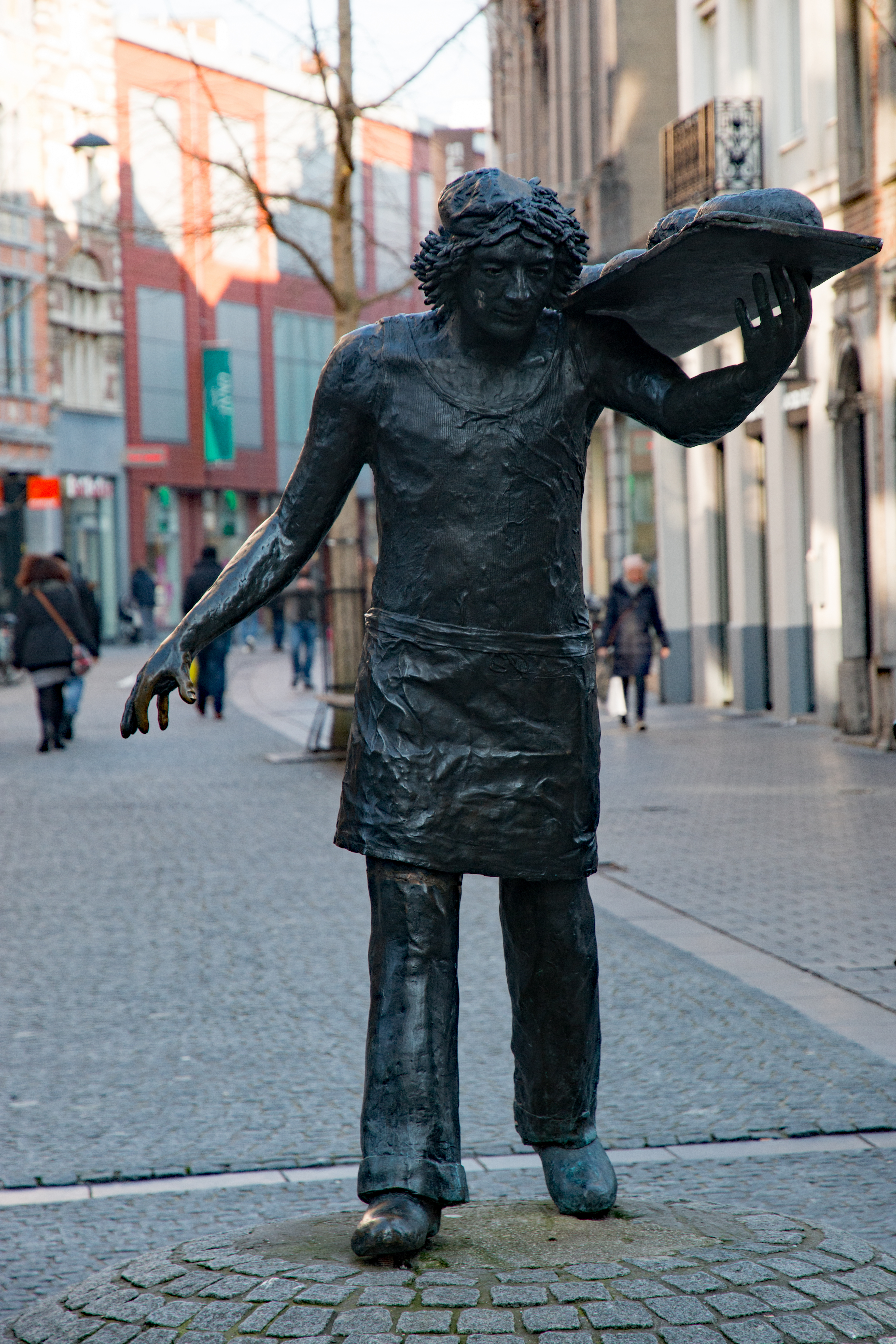

Dorre, de bakker is een standbeeld in de Diestsestraat in de Belgische stad Leuven ter hoogte van de kruising met de Vaartstraat en de Leopold Vanderkelenstraat. Het is een bronzen beeld uitgevoerd door Roland Rens door het Leuvense Verbond van Brood- en Banketbakkers aan de stad Leuven geschonken. De plechtige inhuldiging van het beeld vond plaats op 11 juni 1979.
In augustus 2011 werd het beeld door een vrachtwagen omgereden. In juni 2012 werd het terug op zijn sokkel geplaatst. In juli 2022 viel het beeld om nadat een toerist er tegen leunde. Het beeld wordt opgelapt, maar in oktober 2022 reed een auto klem op de sokkel van het beeld.